# Rudraprayag
Rudraprayag (Hindi रुद्रप्रयाग) ist eine Kleinstadt mit etwa 10.000 Einwohnern im nordindischen Bundesstaat Uttarakhand. Die in 9 Wards gegliederte Stadt ist Hauptstadt des etwa 250.000 Einwohner zählenden Distrikts Rudraprayag und hat den Status einer Nagar Palika Parishad.

## Lage und Klima
Die knapp 900 m hoch gelegene Stadt liegt im südlichen Himalaya an der Einmündung des Flusses Mandakini in die Alaknanda und wurde im Jahr 2013 bei Überschwemmungen beschädigt. Die indische Hauptstadt Delhi ist ca. 370 km in südwestlicher Richtung entfernt; die Pilgerstädte Rishikesh und Haridwar befinden sich ca. 140 bzw. 170 km südwestlich. Regen (ca. 1000 bis 2000 mm/Jahr) fällt hauptsächlich während der sommerlichen Monsunzeit. Die sommerlichen Temperaturen sind mit ca. 25 °C für indische Verhältnisse äußerst angenehm.

## Bevölkerung
Rudraprayag hatte am Stichtag der Volkszählung des Jahres 2011 insgesamt 9313 Einwohner, von denen 5240 Männer und 4073 Frauen waren. Hindus bilden mit einem Anteil von ca. 95 % die größte Gruppe der Bevölkerung in der Stadt gefolgt von Muslimen mit ca. 4 %. Die Alphabetisierungsrate lag 2011 bei 93,43 %.

## Sonstiges
Der Leopard von Rudraprayag war eine männliche, menschenfressende Großkatze, die mehr als 125 Menschen getötet haben soll. Sie wurde schließlich vom Jäger und Autor Jim Corbett im Jahr 1925 getötet. Die Geschichte wurde im Jahr 2005 verfilmt.